# 乌尔东
乌尔东（法語：Ourdon，法語發音：[uʁdɔ̃]）是法国上比利牛斯省的一个市镇，位于该省中西部，属于阿热莱斯加佐斯特区。

## 地理
乌尔东（43°2'8"N, 0°0'55"W）面积2.66 平方千米，位于法国奧克西塔尼大區上比利牛斯省，该省份为法国西南部内陆省份，北至热尔省，西接大西洋比利牛斯省，南与西班牙接壤，东临上加龙省。
与乌尔东接壤的市镇（或旧市镇、城区）包括：乌斯泰、贝尔贝吕斯特-利亚斯、加佐斯特、然卡拉斯。

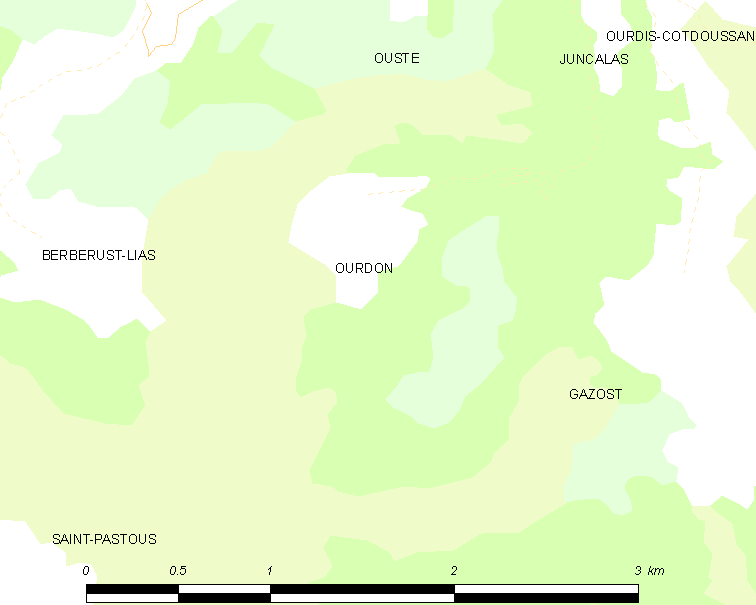
乌尔东的OSM定位图

乌尔东的时区为UTC+01:00、UTC+02:00（夏令时）。

## 行政
乌尔东的邮政编码为65100，INSEE市镇编码为65349。

## 政治
乌尔东所属的省级选区为卢尔德第二县。

## 人口

1962-2008年间乌尔东人口变化图示

乌尔东于2022年1月1日时的人口数量为14人。